# Die gute Erde

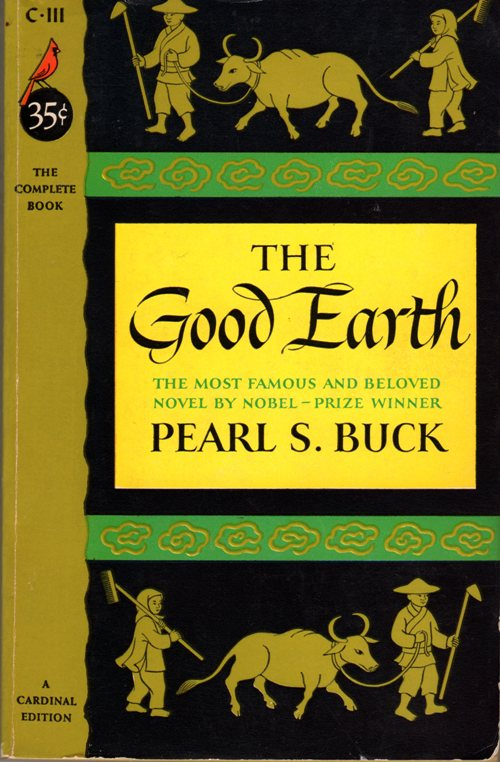

Die gute Erde (englischer Originaltitel: The Good Earth) ist ein Roman von Pearl S. Buck. Das Buch, das 1931 erstmals erschien, wurde 1932 mit dem Pulitzer-Preis und 1935 mit der William Dean Howells Medaille ausgezeichnet. Die gute Erde ist der erste Teil einer Roman-Trilogie, die durch die Bücher Söhne und Das geteilte Haus fortgesetzt wird.

## Handlung
Buck zeichnet die Lebensgeschichte des Wang Lung von seiner Hochzeit bis zum Tode nach. Er lebt mit seinem alten Vater als Bauer vom Ertrag eines kleinen Stück Landes und kann sich daher nur die hässliche O-lan, die der angesehenen städtischen Familie der Hwang als Sklavin dient, als Ehefrau leisten. O-lan erweist sich als tüchtige Arbeiterin und gebiert ihm zwei Söhne und zwei Töchter. Durch einen glücklichen Umstand kann Wang Lung gutes Land von der Familie Hwang dazukaufen, doch die Hungersnot, die infolge der Dürre ausbricht, trifft auch ihn. Die völlig abgezehrte Familie entschließt sich, nach Süden zu gehen; O-lan tötet vor dem Aufbruch ihr viertes Kind unmittelbar nach der Geburt. Wang Lung verkauft, um die Reise zu finanzieren, auf Anraten seiner Frau Möbel und Gerätschaften, nicht jedoch sein Land. Während seine Frau und die beiden Söhne in der Stadt im Süden betteln, verdingt er sich als Rikscha-Fahrer und erfährt so vom Leben der wohlhabenden Chinesen und der dort lebenden Weißen. Die Tochter erweist sich, möglicherweise aufgrund der Mangelernährung, als schwachsinnig. An eine Rückkehr in die Heimat ist wegen des geringen Einkommens nicht zu denken, bis Wang Lung und O-lan sich bei Revolutionswirren an der Plünderung des Hauses einer reichen Familie beteiligen und viel Geld sowie Schmuck erbeuten. Damit können sie nicht nur zurückkehren, sondern auch im großen Stil weiteres Land von der Familie Hwang kaufen.
Wang Lung steigt zum Großgrundbesitzer auf, der sein Land nicht mehr allein bewirtschaften kann, seine Frau schenkt ihm ein Zwillingspaar. Er entschließt sich, eine sinnliche und verwöhnte Frau aus dem Freudenhaus in sein Haus aufzunehmen, was O-lan verbittert. Auch sein verhasster Onkel zieht mit Frau und Sohn bei ihm ein, der jedoch durch seine Mitgliedschaft in einer Bande die Familie vor deren Nachstellungen schützt. Nach O-lan stirbt auch Wang Lungs Vater. Während seine beiden älteren Söhne die Schule besuchen, als »Gelehrter« bzw. Kaufmann tätig sind und heiraten, hat er seinen jüngsten Sohn als Nachfolger vorgesehen. Dieser weigert sich jedoch, Bauer bzw. Grundbesitzer zu werden und schließt sich den Revolutionären an. Auf Betreiben des ältesten Sohnes zieht die Familie in die Stadt und übernimmt das Haus der verarmten Familie Hwang. Wang Lung, der noch eine späte Liebe mit einer Sklavin erlebt, sieht weiterhin »die gute Erde«, also sein Land, als Fundament seines Reichtums an, doch die beiden ältesten Söhne planen den Grund nach seinem Tod zu verkaufen.

## Personen
- Wang Lung, armer Bauer, der zum Großgrundbesitzer aufsteigt
- O-Lan, erste Frau und Mutter seiner Kinder, ehemalige Sklavin, schlicht und hart arbeitend
- Lotus, schöne Konkubine, Statussymbol, ehemalige Prostituierte
- Cuckoo, deren Sklavin, geschickt in Verhandlungen und durchtrieben
- erster Sohn, Gelehrter, lebt vom Geld des Vaters
- zweiter Sohn, sparsam und geschäftstüchtig, arbeitet sich zum selbständigen Händler mit eigener Firma hoch
- dritter Sohn, vom Vater als Nachfolger auf dem Bauernhof vorgesehen, rebelliert dagegen und wird Soldat und Diplomat
- Pear Blossom, Sklavin und später mädchenhafte Konkubine bzw. Pflegerin des alten Wang Lung
- Poor Fool, älteste, geistig behinderte Tochter von Wang Lung und O-Lan

## Historischer Hintergrund
Im Roman werden keine Daten und historischen Ereignisse genannt, doch gibt es Hinweise auf eine Einordnung der Handlung in die Zeit der Xinhai-Revolution 1911 und des anschließenden Bürgerkrieges: Die Flucht der Adligen und die Stürmung und Plünderung ihrer Häuser während Wang Lungs Aufenthalt im Süden, die Beteiligung des Neffen an militärischen Aktionen, die Auflehnung des jüngsten Sohnes gegen den Vater: „[E]ine Revolution wird kommen und Kämpfe und Kriege, wie noch keiner sie erlebt hat, und unser Land wird frei werden!“ (Kp. 32)

## Interpretation
Der Roman wird häufig mit Pearl S. Bucks Leben als Missionarin und Feministin in Verbindung gebracht – zu Unrecht. Von der christlichen Religion ist in dem Buch nur an einer einzigen Stelle die Rede: als Wang Lung einige Papiere erhält, in denen ein gekreuzigter Christus abgebildet ist. Der einzige Kommentar seiner Familie zu dieser Abbildung ist der, dass dieser Mann böse gewesen sein muss, dass er auf diese Weise gefoltert und hingerichtet worden sei. Buck sagt zu der in China zur Erzählzeit verbreitete Praxis des Füßebindens, dass dies für Männer attraktiv und für Frauen schmerzhaft gewesen sei.
Das Leben auf dem Lande und in der Stadt wird durchgängig aus chinesischer Perspektive beschrieben und ist durch die Not der Zeit geprägt. Die detaillierte Charakterisierung der vorrevolutionären chinesischen Gesellschaft und besonders der Situation der Frauen macht den Roman zu einem Klassiker. Das Buch erzählt jedoch auch die Geschichte eines Mannes, der vom armen Bauern zum respektablen Patriarchen aufsteigt – ein Prozess, in dessen Verlauf sich auch seine Beziehungen zu allen anderen Menschen grundlegend wandeln.

## Rezeption
Sheila Melvin hat in ihrem Aufsatz in Wilson Quarterly die unterschiedliche Rezeption des Romans in den USA und in China zusammengestellt:
Für viele amerikanischen Leser in den 1930er Jahren war Die gute Erde die erste Begegnung mit dem unbekannten exotischen Land. Der Roman stieß auf große Resonanz und war 1931 und 1932 das meistverkaufte belletristische Buch. Einige Wissenschaftler vermuten sogar, dass die Geschichte der Familie Wang Lungs mit zur Aufhebung des chinesischen Ausschlussgesetzes von 1943 beigetragen hat, das seit 1882 praktisch die gesamte chinesische Auswanderung in die Vereinigten Staaten verhindert hatte. Außerdem hätten Bucks Werke die Meinung vieler Amerikaner über das chinesische Volk als gutherzige, sparsame, hart arbeitende, gottesfürchtige Bauern so verändert, dass sie für China im Krieg gegen Japan Partei ergriffen. Später, als das Land nach dem Sieg der Kommunisten zum Gegner der USA wurde, überwachte das FBI Buck wegen ihres sozialen Engagements und ihres Verständnisses für das chinesische Volk. In der fast 300 Seiten lange Akte beschuldigt J. Edgar Hoover sie kommunistischer Sympathien.
Ein anderer Aspekt der Rezeption in den USA war die Einordnung des Romans wegen der traditionellen Struktur und der einfachen Erzählweise und Personenzeichnung in die Sparte Trivialliteratur. Als Buck für die Literaturkritiker überraschend 1938 den Nobel-Preis erhielt, schrieb der renommierte Schriftsteller William Faulkner, der erst 11 Jahre später ausgezeichnet werden sollte, an einen Freund, er würde den Preis lieber nicht gewinnen, als in die Gesellschaft von „Mrs. Chinah and Buck“ zu geraten. Die Abwertung durch das literarische Establishment führte auch dazu, dass der Roman zwar auf High-School-Leselisten auftauchte, aber nicht in die College-Lehrpläne aufgenommen wurde. In den letzten Jahren hat sich diese Beurteilung geändert: Die Grenzen zwischen Trivial- und Hochliteratur sind durchlässig geworden und man lobt Bucks Roman gerade wegen der realistischen Schilderungen als Beitrag zum Verständnis der kulturellen Geschichte Chinas.
In China war die Rezeption lange Zeit vom auf das Image des Landes bedachten Nationalstolz und von politischen und ideologischen Interessen geprägt.
In den 1930er und 40er Jahren wurde der Roman mindestens achtmal übersetzt, jedoch gefiel den Politikern der nationalistischen Regierungen zwischen 1911 und 1949 nicht die Darstellung des Luxuslebens rauschgiftsüchtiger Großgrundbesitzer mit ihrem Hofstaat in den Stadtresidenzen, darunter verwöhnte Konkubinen und vergewaltigte Sklavinnen, und, im Kontrast dazu, hungernder, hart arbeitender Bauern, die ihre Töchter verkaufen müssen und von Banditen überfallen und ausgeraubt werden. Einer der ersten chinesischen Übersetzer warf Buck in seinem Vorwort vor, ein schlechtes Bild von seinem Land zu zeichnen und er fragte, ob sie ein weißes Überlegenheitsgefühl habe, und der Schriftsteller Lu Xun meinte, es sei authentischer, wenn ein Chinese über China schreibe. Für die Verfilmung des Romans durch Metro-Goldwyn-Mayer (MGM) machte die Regierung die Auflagen, in einem ansehnlichen Dorf zu drehen, die Darsteller sauber zu kleiden und die Büffel durch Traktoren zu ersetzen. Am Ende steckten Unbekannte, Buck beschuldigte Regierungsvertreter, das Studio des Regisseurs in Shanghai in Brand und vernichteten dadurch die Filme.
Nach dem kommunistischen Sieg verschärfte sich die ablehnende Haltung noch weiter, weil Buck den Kommunismus als eine „ausländische“ für die Chinesen unpassende Philosophie bezeichnet hatte. Auch wegen ihres familiären Missionshintergrundes habe sie eine falsche politische Haltung. Eine chinesische Literaturzeitschrift nannte sie 1950 eine „reaktionäre Schriftstellerin“, die zur „Avantgarde der imperialistischen US-Kulturaggression“ gehöre. 1972 lehnte man ihren Antrag auf eine Reise mit Richard Nixon nach China mit der Begründung ab, dass sie in ihren Werken eine Haltung der Verfälschung, Beschmutzung und Verleumdung gegenüber den Menschen im neuen China und seinen Führern eingenommen habe.
In den letzten zwei Jahrzehnten, als sich China der westlichen Welt öffnete, hat sich die Beurteilung Bucks geändert. Neue Übersetzungen ihrer Romane erschienen, außerdem wissenschaftliche Aufsätze sowie mehrere TV-Dokumentarfilme über ihr Leben und ihre Werke. Man errichtete ihr Denkmäler und Buck-Museen und renovierte ihre ehemaligen Wohnhäuser in Zhenjiang, Lushan und Nanjing, wo Buck im Dachgeschoss Die gute Erde schrieb.

## Adaptionen

### Hörbuch
- Pearl S. Buck: Die gute Erde. Gelesen von Ulrich Noethen. Langen/Müller, München 2008. 5 CDs, ISBN 3784441548

### Bühnenstück
Owen Davis und Donald Davis adaptierten den Roman für die Bühne. Die Uraufführung des Schauspiels fand am 18. Oktober 1933 in New York City statt. Die Hauptrollen spielten Claude Rains und Alla Nazimova.

### Film
- Die gute Erde, USA 1937, Regie: Sidney Franklin

## Ausgabe
- Pearl S. Buck: Die gute Erde. Roman (OT: The good earth). dtv, München 2004, ISBN 3-423-13207-8

## Sekundärliteratur (Weblinks)
- Klassiker der Weltliteratur. Pearl S. Buck - "Die gute Erde" – Beitrag auf Bayern Drei alpha vom 2. Mai 2011
- Thomas Parschik: Ein Roman, ein Film und das Bild des Chinesen. In: Das Blättchen, 20. Jg., Nr. 8 vom 10. April 2017
- Charles W. Hayford: What's so bad about 'The Good Earth. Education about Asia, Jahrgang 3, Ausgabe 3, Winter 1998
- A Guide to Pearl S. Buck's The Good Earth auf Asia for Educators (Webseite der Columbia University)
- Chunjie Zhang: Chinese Rural Realism. Rereading Pearl S. Buck’s The Good Earth (1931). In: Zeithistorische Forschungen 18 (2021), S. 363–370.